# 喇嘛角龍屬
喇嘛角龍屬（學名：Lamaceratops）是角龍亞目恐龍的一屬。牠們是植食性動物，具有頭盾，類似弱角龍，但體型較小型。如同大部份的角龍亞目，喇嘛角龍的鼻部上有小型鼻角。喇嘛角龍的有效性仍有爭議，甚至可能是弱角龍的變異個體
喇嘛角龍的化石是被發現在蒙古納摩蓋吐盆地的Khulsan地區，生存年代為上白堊紀。模式種是聖徒喇嘛角龍（L. tereschenkoi），是在2003年由Vladimir Alifanov描述、命名的，屬名意為「喇嘛的有角面孔」。

## 分類
喇嘛角龍可能屬於角龍亞目的原角龍科，這是一群植食性恐龍，有類似鸚鵡的喙狀嘴，主要生活於白堊紀的北美洲及亞洲。所有角龍亞目恐龍都在白堊紀末期滅絕。
一些古生物學家認為喇嘛角龍屬於弱角龍科（Bagaceratopidae），與弱角龍是近親，甚至可能是弱角龍的變異個體；弱角龍科也生存於白堊紀晚期的北美洲與亞洲，具有喙狀嘴。J. Makovicky認為，喇嘛角龍、弱角龍的差異不多，有可能是相同動物。喇嘛角龍的化石被發現於納摩蓋吐盆地的Khulsan地區，而弱角龍的化石被發現於Khermeen Tsav。

## 食性
如同其他角龍亞目恐龍，喇嘛角龍是植食性動物。在白堊紀時期，開花植物的地理範圍有限，所以喇嘛角龍可能以當時最普遍的蕨類、蘇鐵科及松科為食物。牠們運用鋒利的喙狀嘴來咬斷咬下樹葉或針葉。

## 外部連結
- Dino Directory的喇嘛角龍
- 恐龍博物館──喇嘛角龍